# 5月24日 (旧暦)
旧暦5月24日は、旧暦5月の24日目である。六曜は仏滅である。

## できごと
- 文武天皇3年（ユリウス暦699年6月26日） - 修験道の開祖・役行者（役小角）が弟子の讒言により伊豆に流罪
- 文治元年（ユリウス暦1185年6月23日） - 源頼朝の不興を解く為に鎌倉へ向かった義経が、腰越で留められたため書状（腰越状）を大江広元に託す
- 天正4年（ユリウス暦1576年6月20日） - 前田利家が、越前一向一揆の捕虜千人ほどを処刑。磔・釜茹でにした。（一向一揆文字瓦、年代は推定。天正8年、ユリウス暦1580年7月5日説もある）
- 寛政2年（グレゴリオ暦1790年7月6日） - 寛政異学の禁。松平定信が、朱子学以外の学問を異学として湯島聖堂での教授を禁止

## 誕生日
- 天暦4年（ユリウス暦950年6月12日） - 冷泉天皇、63代天皇（+ 1011年）
- 元永元年（ユリウス暦1118年6月14日） - 千葉常胤、武将・下総守護（+ 1201年）
- 正保元年（グレゴリオ暦1644年6月28日） - 徳川綱重、初代甲府藩主・徳川家光の三男・徳川家宣の父（+ 1678年）
- 弘化3年（閏5月）（グレゴリオ暦1846年7月17日） - 徳川家茂、江戸幕府14代将軍（+ 1866年）
- 明治4年（グレゴリオ暦1871年7月11日） - 喜田貞吉、歴史学者（+ 1939年）

## 忌日
- 寛永13年（グレゴリオ暦1636年6月27日） - 伊達政宗、武将・初代仙台藩主（* 1567年）